# Проспект Кирова (Симферополь)
Проспе́кт и́мени Ки́рова — центральный проспект Симферополя и его основная транспортная магистраль. Проспект соединяет западное и восточное направление города, а также Центральный и Куйбышевский рынок; немного восточнее своей середины пересекает главную реку Крыма — Салгир. Западная часть проспекта располагается в Центральном районе, а восточная — в Киевском районе города.

## История
Проспект имеет давнюю историю. Улица была несколько раз переименована, расширена и объединена с исторической улицей Чкалова. Многие исторические здания были уничтожены в период советской планировки. Но несмотря на изменившийся облик улица по праву остаётся одной из самых интересных улиц города.

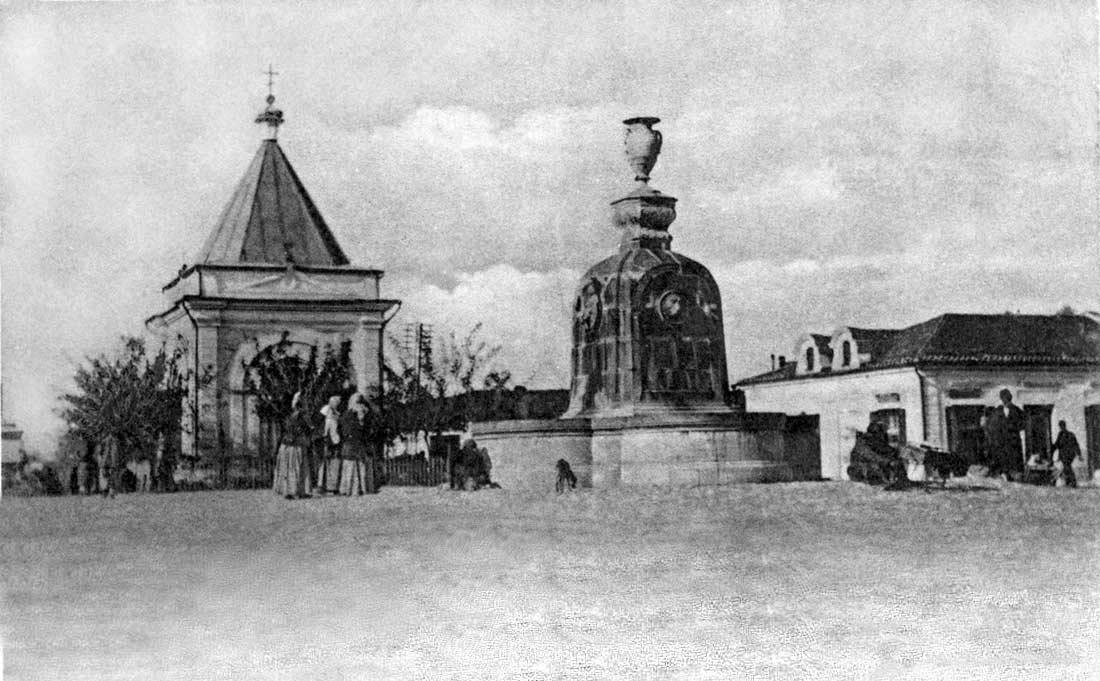
Львиный фонтан на Базарной площади в Симферополе, архитектор Гоняев К. И., 1865

### Исторические названия
- С 1869 года: улица Гостиная — название получила ввиду расположения на улице гостиниц и постоялых дворов[2].
- С 1890 года: улица Салгирная — брала начало от реки Салгир[2].
- С 27.01.1935 года: улица Кирова — в честь С. М. Кирова[2].
- С 11.10.1960 года: проспект Кирова — получила новый статус[2].

### Дореволюционный период
Первое письменное упоминание об улице, которая стала предшественницей современного проспекта Кирова, появилось в 1869 году. На тот момент улица шла от Салгира до современной площади Ленина. В 1890 году, когда улица протянулась до христианского кладбища на окраине города (кладбище было основано в 1852 году), её переименовали в Салгирную. На улице располагалась первая в Крыму и третья на юге Российской империи общественная библиотека (здание не сохранилось).

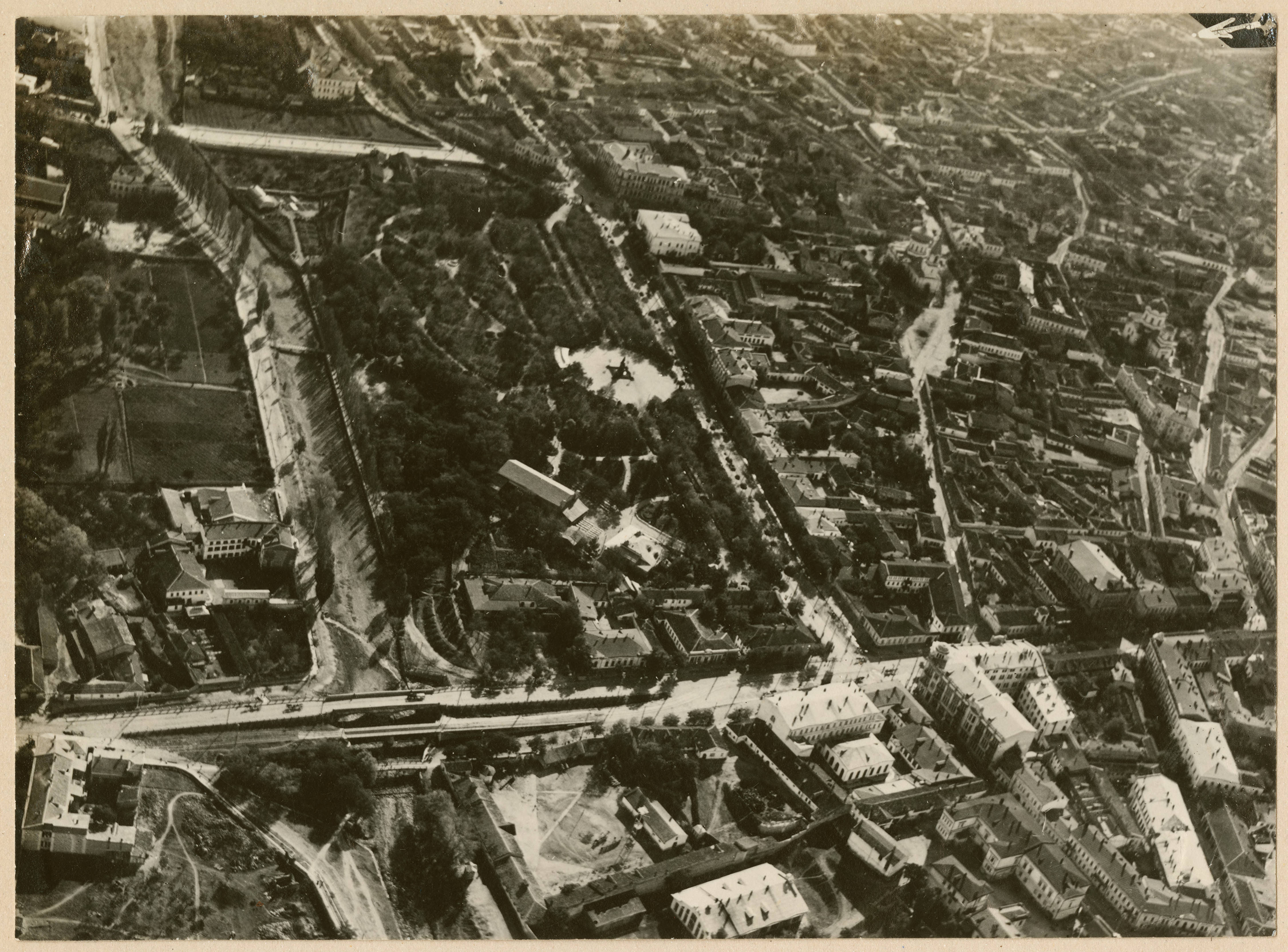
Феодосийский мост и начало Салгирной улицы на немецком аэрофотоснимке 1918 года

Первый мост через Салгир, сосновый на дубовых сваях, появился ещё в 1809 году (он располагался на дороге из Бахчисарая в Карасубазар (современный Белогорск). В 1832—1835 годах был построен новый каменный мост; в 1841 году он был расширен. Мост носил название Феодосийский, так как от него начиналась Феодосийская улица (ныне — восточная часть проспекта Кирова). После пуска трамвайного сообщения рядом прошёл также трамвайный мост.
В июле 1911 года в начале современного проспекта Кирова местной властью было принято решение о создании в начале улицы прообраза современной площади перед Центральным рынком (площадь имени Амет-Хана Султана), в это же время происходила застройка участка улицы к востоку от Салгира, здесь появились одноэтажные домишки, обнесённые бутовыми оградами.

### Период с 1917 год по 1945 год

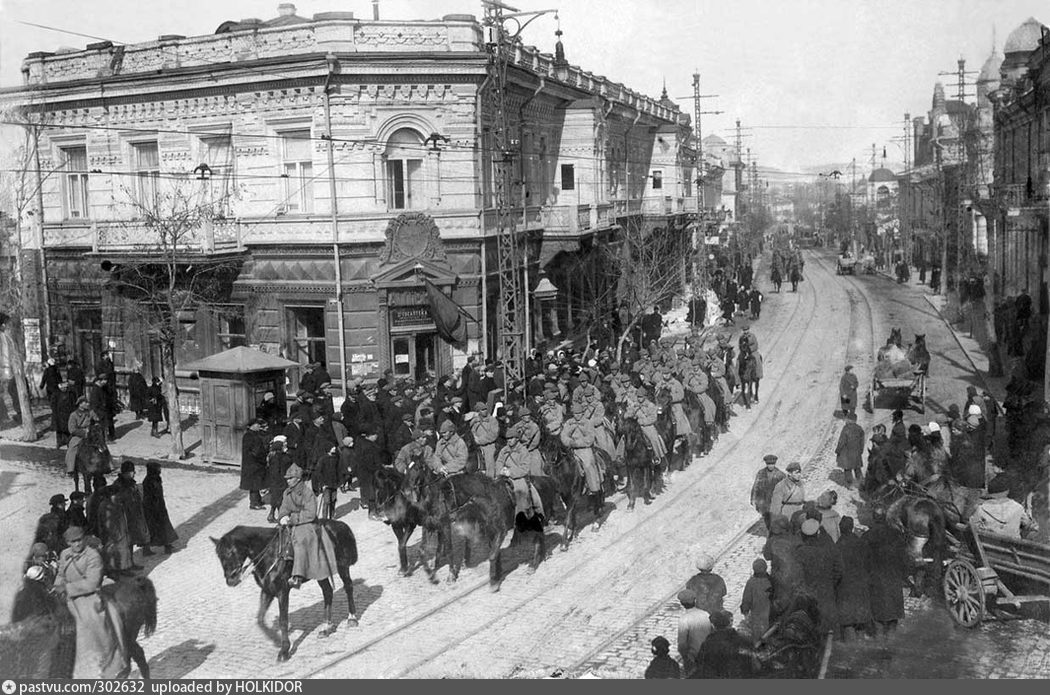
Кавалерийские части РККА проходят по ул. Салгирной, Симферополь, 1920-е. Слева современная ул. К. Маркса, справа заметна башенка дома Чирахова

14 мая 1944 года на Спортивной площади (современная площадь имени Амет-Хан Султана) в Симферополе состоялся большой митинг трудящихся Крыма и воинов 4-го Украинского фронта в честь полного освобождения Крыма при участии генералов Ф. И. Толбухина, Я. Г. Крейзера, Г. Ф. Захарова, Т. Т. Хрюкина и других. Власти Крыма представлял первый секретарь обкома В. С. Булатов, секретарь Симферопольского горкома С. В. Мартынов.
В середине XX века на месте современной площади Ленина был Львиный фонтан (струи вытекали из пастей львов), 1865 год, архитектор К. И. Гоняев. Вода из источника Бор-Чокрак по водопроводу из этого фонтана раздавалась для нужд горожан. Площадь носила название Фонтанная.
Здание напротив кинотеатра «Симферополь» было построено одноэтажным в 1874—1875 годах. В 1950—1981 годах здесь располагался Симферопольский горисполком. Сегодня здесь находится ГАК «Черноморнефтегаз».
Кинотеатр «Симферополь» на пересечении улицы Ленина и проспекта Кирова был построен ещё до начала Великой Отечественной войны, в 1939 году, однако в 1944 году в здание попала бомба, и первый киносеанс был проведён уже в 1956 году.

### Послевоенный период
Современный облик проспект Кирова приобрёл в 60-е годы XX века. Произошла масштабная перепланировка проспекта. В связи с объединением ул. Кирова и ул. Чкалова было изменено направление нумерации домов, в результате чётная и нечётная стороны поменялись местами. Были снесены многие исторические здания для строительства площади Ленина и кольцевых развязок: площади Советской и площади Куйбышева. Был реконструирован каменный мост через Салгир.
В 1957 году был открыт Центральный Рынок. В 1960 году сквер на бывшей Базарной площади был переименован в парк имени К. А. Тренёва, в нём же был открыт памятник известному драматургу. Были возведены Дом профсоюзов (1959), здание Совета министров (1960). Памятник Ленину установили в 1967 году. Здание Украинского музыкально-драматического театра было построено в 1977 году.

### В наше время
Современный проспект Кирова продолжает оставаться главной улицей города и привлекать местных жителей и гостей города. Именно на проспекте Кирова проводятся основные массовые мероприятия. На площади Ленина ежегодно устанавливается главная ёлка Крыма. На майские праздники по проспекту проходят многотысячные традиционные демонстрации. В дни массовых гуляний среднюю часть проспекта (от пл. Советской до ул. Самокиша), как правило, перекрывают для автомобильного движения.
В апреле 2014 года городские власти сообщили о намерении переименовать проспект Кирова в проспект Республики.

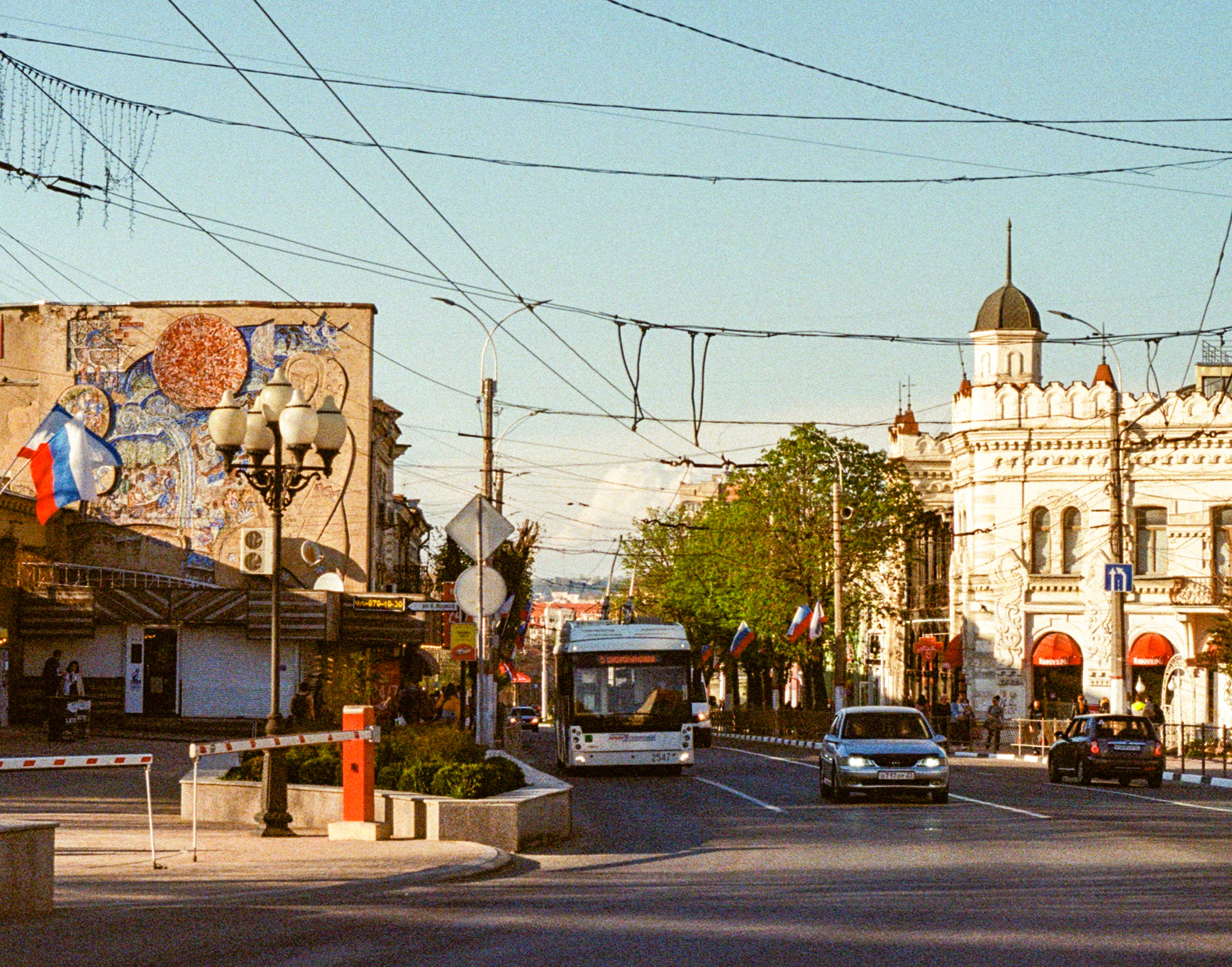
Проспект Кирова, вид на север (2021)

## Смежные улицы
- Площади:
  - в виде кольцевых развязок: имени Амет-Хана Султана, Советская, имени Куйбышева.
  - в виде пешеходной зоны: имени Ленина.
- Улицы: Самокиша, Гоголя, Горького, Севастопольская, Ушинского, Катерининская, Ленина, Набережная им.60-летия СССР, Гаспринского, Менделеева, Зои Жильцовой, Дзержинского, Генерала Попова, Декабристов, Тренёва.
- Переулки: Совнаркомовский, Колхозный.

## Транспорт
Проспект Кирова является главной транспортной артерией Симферополя; по нему проходит большое количество маршрутов общественного транспорта. По мере роста города и активизации автомобильного движения проспект Кирова всё более и более не справляется со своими задачами; власти города регулярно пытаются решить эту проблему, но проспект и примыкающие к нему улицы по-прежнему остаются весьма загруженными.

### Автомобильный транспорт
Для личного автотранспорта проспект открыт для двустороннего движения на большей своей части. Между ул. Карла Маркса и площадью Амет-хан-Султана, движение личного автотранспорта осуществляется лишь в южном направлении (к Севастопольскому шоссе).

### Общественный транспорт
По проспекту проходят следующие троллейбусные маршруты: 4, 5, 7, 9, 10, 15.
Кроме троллейбусного сообщения по проспекту проходит множество автобусных маршрутов, соединяющих юго-западное, северное и восточное направление города.

## Исторические и важные объекты

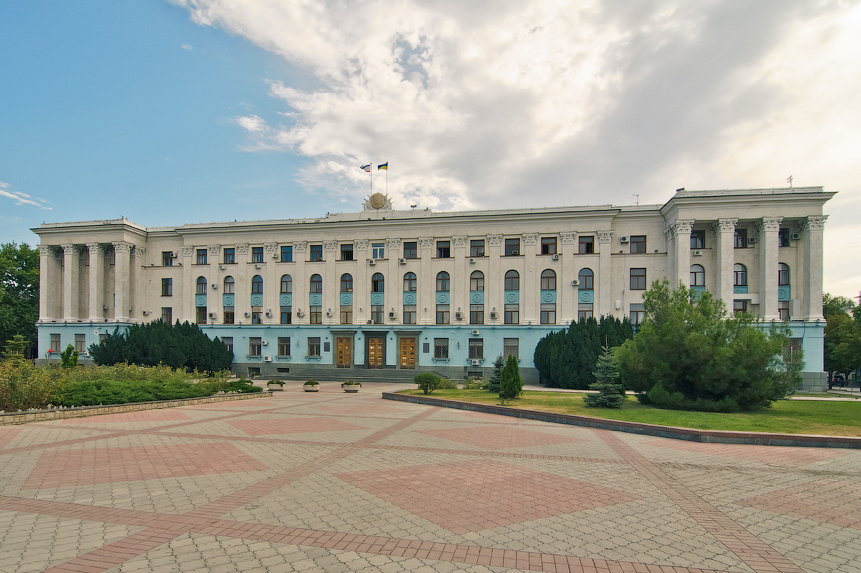
Здание Совета Министров Крыма

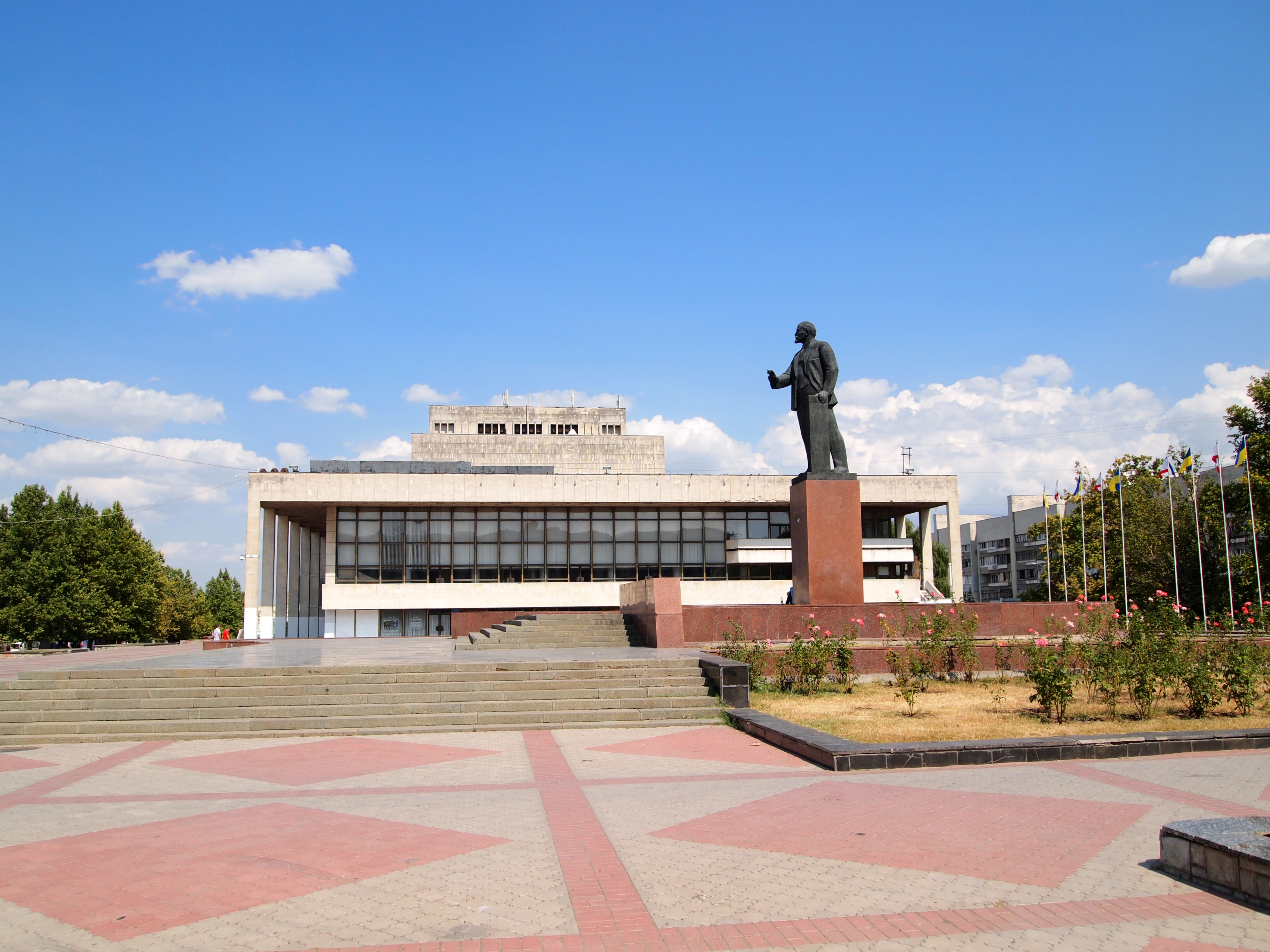
Площадь Ленина

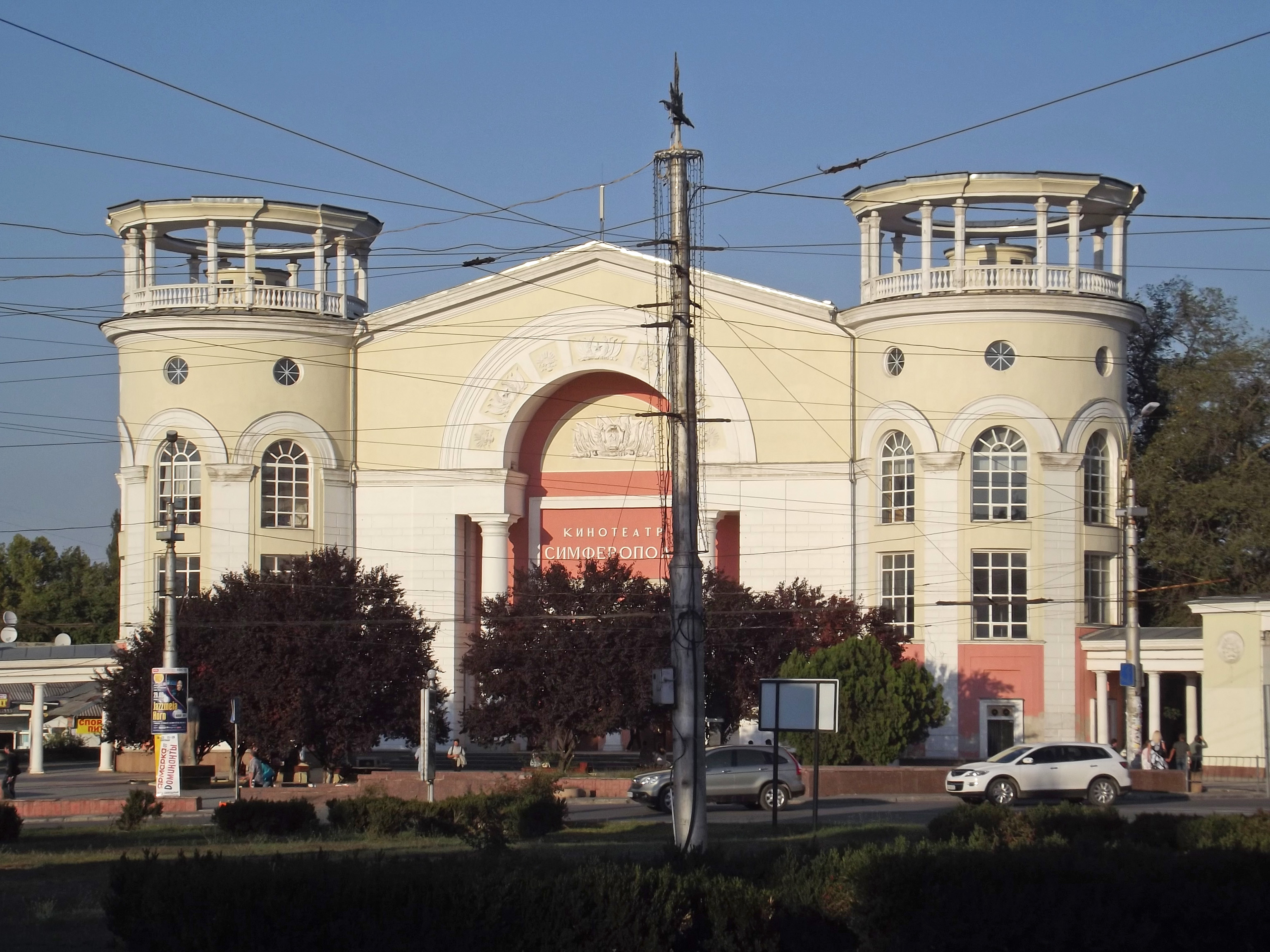
Кинотеатр «Симферополь»

- Стадион «Локомотив» на площади Спортивной от которой начинается проспект Кирова.
- Здание Центрального универмага (ЦУМ) — 5 мая 1901 года в районе этого здания полиция разогнала первую в Крыму политическую демонстрацию. Многие участники были арестованы, 250 человек подверглись дознанию[источник не указан 733 дня].
- Кинотеатр «Симферополь» (Дом кино)  Объект культурного наследия народов РФ регионального значения. Рег. № 911710988920005 (ЕГРОКН)
- Здание казенной Таврической палаты (архитектор А. И. Карапетов) ныне Здание «Черноморнефтегаза»  Объект культурного наследия народов РФ регионального значения. Рег. № 911710988620005 (ЕГРОКН)
- Торговый центр «Океан»
- Здание Крымского академического музыкального театра
- Здание Совета министров Крыма  Объект культурного наследия народов РФ регионального значения. Рег. № 911710988820005 (ЕГРОКН)
- Здание ДОСААФ
- Старинное христианское кладбище (закрыто в 70-х годах)
- Всехсвятская Церковь (единственная церковь Симферополя, которая не закрывалась)[18]
- Институт Минеральных ресурсов
- Памятник В. И. Ленину  Объект культурного наследия народов РФ регионального значения. Рег. № 911710883920005 (ЕГРОКН)
- Гостиница «Афинская» (ныне магазин «Виалаки») — дом, где останавливался Грибоедов  Объект культурного наследия народов РФ регионального значения. Рег. № 911710988840005 (ЕГРОКН)
- Дом Чирахова — в начале 90-х годов здесь была открыта первая пиццерия в Симферополе, которая работает до сих пор.  Объект культурного наследия народов РФ регионального значения. Рег. № 911710989150005 (ЕГРОКН)
- Доходный дом Сарибана
- Дом, в котором работал Кирилл Керопиан
- Парк имени Тренёва, памятник К. А. Тренёву  Объект культурного наследия народов РФ регионального значения. Рег. № 911710883910005 (ЕГРОКН)
- Стела в честь 1-го народного комиссара по военным и морским делам РСФСР П. Е. Дыбенко  Объект культурного наследия народов РФ регионального значения. Рег. № 911710892490005 (ЕГРОКН) на месте разрушенной гостиницы «Европейская».
- Детский парк
- Здание Управления МВД
- Центральный рынок
- Куйбышевский рынок

## Интересные факты
Проспект Кирова — единственная улица в дореволюционном Симферополе, нумерация которой шла не от центра города к окраине, а наоборот. В советское время, после объединения улиц Салгирная и Чкалова в проспект Кирова, нумерация была изменена и начиналась от кладбища; таким образом, это единственная улица, на которой не сохранились исторические номера домов.